# Iktomi
Iktomi var en trickster hos de nordamerikanska Siouxindianerna i Dakotaterritoriet.

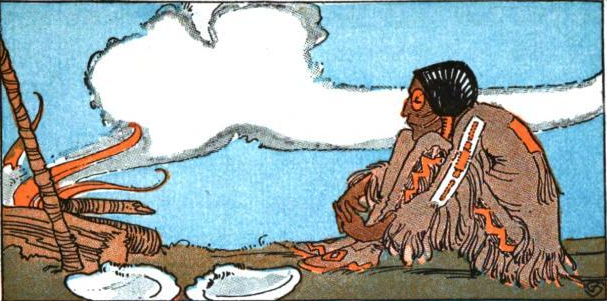
Iktomi lagar mat.

Iktomi hade en dubbel natur: å ena sidan lurade han gärna människor i sin närhet, å andra sidan hade han också spindelns skaparkraft och var den som uppfann språket och som gav namn åt alla djuren.
Nedslagskratern Inktomi på Saturnus måne Rhea är uppkallad efter honom.